# Вітні Каммінгс
Вітні Каммінгс англ. (Whitney Cummings) — американська комікиня, акторка, письменниця, режисерка, продюсерка і ведуча подкастів.

## Біографія
Каммінгс народилася 4 вересня 1982 року у Вашингтоні, округ Колумбія. Її мати — Патті Каммінгс, уродженка Техасу, директорка зі зв'язків з громадськістю компанії роздрібної торгівлі «Neiman Marcus» у торговому центрі «Mazza Gallerie», а батько — Ерік Лінн Каммінгс, юрист і венчурний капіталіст із Західної Вірджинії. Має старшого зведеного брата Кевіна і старшу сестру Ешлі. Каммінгс вихована у римо-католицькій вірі. Її батьки розлучилися, коли їй було п'ять років.
Виховувалася у дисфункційній сім'ї повній проблем та алкоголю. У дванадцятирічному віці певний час мешкала у тітки у Вірджинії, а також проводила свої літні канікули в Гарперс-Феррі (Західна Вірджинія), де її батько працював в готелі «Гілл Топ Гауз». 2000 року закінчила Єпископальну школу імені св. Ендрю у місцевості Потомак. Навчаючись у старших класах, проходила практику на вашингтонському телеканалі «WRC-TV», що належить «NBC». Також вивчала акторську майстерність у «Studio Theater» у Вашингтоні.
Після закінчення школи, Каммінгс вступила до Анненбергської школи комунікацій при Університеті Пенсільванії. Під час навчання працювала моделлю у великоформатних магазинах, що знаходилися у місцевих торгових центрах. 2004 року закінчила навчання з відзнакою за спеціальністю «Комунікації». Спочатку мріяла про кар'єру журналістки.

## Кар'єра
Після закінчення коледжу, Каммінгс переїхала до Лос-Анджелеса, де почала працювати над шоу під назвою «Підстава» (2004), що транслювалося на «MTV». Цього ж року вона знялася в дешевому трилері під назвою «EMR», який показували на Каннському фестивалі. 2004 року Каммінгс почала виступати на стендап-сцені. 2007 року журнал «Variety» назвав її однією з 10 коміків, яких варто звернути увагу у 2007. 2008 року пройшла прослуховування в програмі «Last Comic Standing» в Сан-Франциско, але не пройшла до фінального етапу.
Також взяла участь у «Проєкті Тоні Рока» та знялася в романтичній комедії «Як відбити наречену» (2008). У 2007—2014 роках регулярно з'являлася як гість на ток-шоу «Челсі останнім часом» на телеканалі «E!». 2008 року журнал «Entertainment Weekly» назвав її однією з 12 висхідних зірок комедії. В рамках телешоу «Comedy Central Roasts» також взяла участь у комедійному «обсмажуванні» Джоан Ріверз (2009), Девіда Гассельгоффа (2010) і Дональда Трампа (2011).
У серпні 2010 року відбулася прем'єра її першого одногодинного спешла під назвою «Вітні Каммінгс: Money Shot». 2010 року вирушила у комедійний тур «Врятуй мене» з Денісом Лірі, щоб прорекламувати шостий сезон цього шоу. Також разом з Лірі знялася у фільмі «Мудаки та пончики» (англ. Douchebags and Donuts).
2011 року Вітні Каммінгс створила два ситкоми: «Дві дівчини без копійчини» і «Вітні», у якому зіграла головну роль. Серіал «Вітні» не отримав схвальних відгуків критиків і за словами Каммінгс послужив для неї як навчальний досвід. Серіал закрили після двох сезонів у травні 2013 року. Коли вийшов другий сезон «Вітні», Каммінгс також стала ведучою ток-шоу «Люблю тебе, серйозно» (2012) на телеканалі «E!», однак невдовзі шоу скасували, після 11 епізодів.
За словами Каммінгс, в цей період свого життя вона занадто багато працювала і страждала від харчового розладу — багато їла, а потім компульсивно займалася спортом. У червні 2014 року випустила свій другий годинний спешл «Я тебе кохаю» на «Comedy Central».
Її третій годинний спешл «Я — твоя дівчина» вийшов на телеканалі «HBO» у 2016 році. Виступ отримав змішанні відгуки критиків, оскільки з комедійної точки зору він поступався її попереднім виступам.
Каммінгс зіграла невелику роль у трилері 2017 року «Мара» з Кетрін Гейґл і Розаріо Доусон у головних ролях, який вийшов на екрани у квітні 2017 року. Наступного місяця після шести сезонів серіалу «Дві дівчини без копійчини», шоу згорнули. Каммінгс дебютувала як режисерка зі своїм першим комедійним фільмом — «Жіночий мозок» (2017), у якому також знялася як акторка.
2017 року написала свою першу книгу під назвою «Я в порядку… та інша брехня» (англ. I'm Fine...And Other Lies), збірку історій з власного життя.
30 липня 2019 року на «Netflix» вийшов її четвертий одногодинний спешл «Можна доторкнутись?». Спеціально для шоу Каммінгс збудувала робота, що виглядає точно, як вона, і вивела його на сцену наприкінці виступу.
5 листопада 2019 року Каммінгс запустила свій подкаст під назвою «Good for You», першим гостем якого став актор/продюсер Ден Леві.

## Особисте життя
У червні 2023 року Каммінгс повідомила, що вагітна і чекає на народження сина.

## Фільмографія

### Кіно
| Рік  | Назва українською                          | Назва                  | Роль              | Нотатки                | Ref.   |
| ---- | ------------------------------------------ | ---------------------- | ----------------- | ---------------------- | ------ |
| 2004 | —                                          | EMR                    | КіберЗайчикЛіллі  |                        | [ 5 ]  |
| 2006 | —                                          | Hooked                 | Венесса           | Короткометражка        |        |
| 2006 | Життя коротке                              | Life is Short          | Наталі            | Короткометражка        |        |
| 2007 | —                                          | Come to the Net        | Вітні             | Короткометражка        |        |
| 2007 | —                                          | 7–10 Split             | Вітні, офіціантка |                        |        |
| 2008 | Ґрізлі Парк                                | Grizzly Park           | Тіффані Стоун     |                        |        |
| 2008 | Як відбити наречену                        | Made of Honor          | Стефані           |                        | [ 6 ]  |
| 2009 | Чому чоловіки стають геями в Лос-Анджелесі | Why Men Go Gay in L.A. | Сара              |                        |        |
| 2010 | —                                          | In Fidelity            | Сінді             | Короткометражка        |        |
| 2010 | Успішні алкоголіки                         | Successful Alcoholics  |                   | Короткометражка        |        |
| 2012 | Френкі наводить шорох                      | 3,2,1… Frankie Go Boom | Клаудія           |                        |        |
| 2015 | Весільний майстер                          | The Wedding Ringer     | Голлі Манк        |                        |        |
| 2015 | Безглузда шістка                           | The Ridiculous 6       | Сюзанна           |                        |        |
| 2017 | Мара                                       | Unforgettable          | Елі               |                        | [ 7 ]  |
| 2017 | Жіночий розум                              | The Female Brain       | Джуліа Брізендін  | Також автор та режисер | [ 8 ]  |
| 2020 | Вступний акт                               | The Opening Act        | Брук Бейлі        |                        | [ 9 ]  |
| 2021 | Пожежна служба Такоми                      | Tacoma FD              | Кортні            |                        |        |
| 2021 | Як це закінчиться                          | How It Ends            | Менді             |                        | [ 10 ] |
| 2022 | Студія 666                                 | Studio 666             | Саманта           |                        |        |
| 2022 | Доброго трауру                             | Good Mourning          | Максін            |                        |        |

### Телебачення
| Рік       | Назва українською          | Назва                                   | Роль               | Нотатки                                          | Ref.   |
| --------- | -------------------------- | --------------------------------------- | ------------------ | ------------------------------------------------ | ------ |
| 2005      | Половинка і половинка      | Half and Half                           | Жінка              | 1 епізод                                         |        |
| 2006      | П'ять хлопців              | Fire Guys                               | Понітейлс Пі       | 1 епізод                                         |        |
| 2006      | В пастці у путівника ТБ    | Trapped in TV Guide                     | постійний учасник  | невідома кількість епізодів                      |        |
| 2006      | Як щодо Браяна             | What About Brian                        | Саллі              | 1 епізод                                         | [ 6 ]  |
| 2007      | Скажи мені, що кохаєш мене | Tell Me You Love Me                     | Луїз               | 3 епізоди                                        | [ 6 ]  |
| 2008      | Турбо побачення            | Turbo Dates                             | Сенді              | 1 епізод                                         |        |
| 2008–2009 | Проєкт Тоні Рока           | The Tony Rock Project                   | Виконавиця скетчів | 4 епізоди                                        | [ 6 ]  |
| 2009      | Доктор Хаус                | House                                   | Кортні             | Епізод: «Сюди, кицько!»                          | [ 6 ]  |
| 2011–2013 | Вітні                      | Whitney                                 | Вітні              | 38 епізодів, також автор та виконавчий продюсер  | [ 6 ]  |
| 2011–2017 | Дві дівчини без копійчини  | 2 Broke Girls                           |                    | 138 епізодів, також автор та виконавчий продюсер |        |
| 2011      | Вінтажне порно Дейва       | Dave's Old Porn                         | Гостя-ведуча       | 1 епізод                                         |        |
| 2012–2013 | Кохаю тебе, насправді      | Love You, Mean It with Whitney Cummings | Ведуча             | 11 епізодів, також виконавчий продюсер           |        |
| 2014      | Комедія Бах! Бах!          | Comedy Bang! Bang!                      | Себе               | 1 епізод                                         |        |
| 2015      | Марон                      | Maron                                   | Себе               | 2 епізоди                                        | [ 6 ]  |
| 2015      | Шоу Джіма Ґаффіґана        | The Jim Gaffigan Show                   | Себе               | 1 епізод                                         |        |
| 2015–2016 | Непридатні до побачень     | Undateable                              | Шарлотт            | 5 епізодів                                       | [ 6 ]  |
| 2016      | Трудоголіки                | Workaholics                             | Джульєтта          | 1 епізод                                         |        |
| 2018      | За друзями                 | Crashing                                | Себе               | 1 епізод                                         |        |
| 2018–2019 | Смішно, що питаєш          | Funny You Should Ask                    | Себе               | 13 епізодів                                      |        |
| 2021      | Танцівник у масці          | The Masked Dancer                       | Себе               | 1 епізод                                         | [ 11 ] |
| 2021      | Шоу Венді Вільямс          | The Wendy Williams Show                 | Себе               | Ведуча-гість                                     | [ 12 ] |
| 2022      | Чаклунство Кеші            | Conjuring Kesha                         | Себе               | Епізод: «Not today, Satan»                       |        |
| 2023      | Обвинувачені               | Accused                                 | Бренда             | Епізод: «Brenda's Story»                         |        |

### Комедійні спешли
| Рік  | Назва українською               | Назва                     | Нотатки                   | Ref.   |
| ---- | ------------------------------- | ------------------------- | ------------------------- | ------ |
| 2010 | Еякуляція                       | Money Shot                | Премєра на Comedy Central | [ 13 ] |
| 2014 | Я кохаю тебе                    | I Love You                | Премєра на Comedy Central | [ 14 ] |
| 2016 | Я — твоя дівчина                | I'm Your Girlfriend       | Премєра на HBO            | [ 15 ] |
| 2019 | Можна доторкнутись?             | Can I Touch It?           | Премєра на Netflix        | [ 16 ] |
| 2022 | Жарти                           | Jokes                     | Премєра на Netflix        | [ 17 ] |
| 2023 | Обсмажування від Вітні Каммінгс | Roast of Whitney Cummings | Only Fans TV              |        |
| 2023 | Балакуча                        | Mouthy                    | Only Fans TV              |        |